# Yaakov ben Asher
Rabino Yaakov ben Asher (em português Jacó filho de Asher) nasceu em Colônia, Alemanha aproximadamente em 1269 e morreu em Toledo, Espanha, em aprox. 1343.
Ele foi uma autoridade rabínica medieval influente. Geralmente chamado de Baal haTurim ("Mestre dos Turim (Fileiras)"), após seu principal trabalho em halachá (lei judaica), o Arba'ah Turim, "Quatro Fileiras". O trabalho foi dividido em 4 seções, cada um chamado um "tur", aludindo às fileiras de jóias do placa peitoral do Sumo Sacerdote. Ele foi o terceiro filho do rabino Asher ben Yechiel (conhecido como o "Rosh"), um rabino nascido alemão que se mudou para a Espanha. Além de seu pai, que foi seu principal professor, Yaakov cita constantemente no Turim seu irmão mais velho, Yechiel; uma vez seu irmão Yehuda, e uma vez seu tio R. Chaim. De acordo com muitos, Yaakov mudou-se com seu pai para a Espanha, mas não nasceu lá.